# Fresh Meadows (Queens)
Fresh Meadows  est un quartier de la ville de New York, situé au cœur de l’arrondissement de Queens.